# Joseph Mohr
Joseph Mohr, též Josef Mohr (11. prosince 1792 Salcburk – 4. prosince 1848 Wagrain), byl rakouský římskokatolický kněz, básník a autor textu vánoční koledy Tichá noc.

## Život
Joseph Mohr se narodil v Salcburku v ulici Steingasse 9 ve velmi chudých poměrech jako druhé nemanželské dítě Anně Schoiberové. Matka pracovala jako pletařka svetrů, které zároveň prodávala. V domě žila se svou matkou a s ještě jedním vlastním a jedním adoptivním dítětem. Po Josephovi se jí narodily ještě dvě další děti, které měla každé s jiným mužem. Nejednalo se však o lehkovážnou nebo nemravnou ženou, ale šlo o důsledek bídy způsobený napoleonskými válkami, kdy pouze necelých 30 procent tamní populace žilo v řádně uzavřeném manželském svazku. Z důvodu bídy totiž byl vydán úřední zákaz uzavírat sňatky. Úředníci vycházeli z předpokladu, že chudý člověk nemůže založit rodinu a vychovávat děti. Nařízení vedlo k tomu, že se lidé nevdávali a neženili, a děti se rodily jako nemanželské. Také Anna Schoiberová při oznámení narození svého čtvrtého syna uvedla do protokolu: „Toto je můj čtvrtý prohřešek“. Mohr dostal jméno Joseph, po svém otci, po zběhlém vojákovi, kterého však nikdy nepoznal. Při křtu mu byl kmotrem salcburský popravčí, který si tak vylepšoval svou nevalnou společenskou reputaci.
Jako chudé dítě neměl šanci studovat, avšak všiml si ho dómský vikář Johann Nepomuk Hiernle. Mohr jako sedmiletý dělal zkoušky v základní, předpřípravné třídě pro studium na akademickém gymnáziu, kde se ukázal jako jeden z nejlepších. Toho si všiml Hiernle a financoval mu celé studium. Recipročně musel mladý Mohr zpívat a hrát na housle ve sborech univerzitního kostela a v chrámu benediktinského kláštera v Salcburku (1808–1810). Na jedné straně byl nadaný a patřil mezi premianty, na druhé straně se chvála představených mísila s kritikou jeho mladické nerozvážnosti a rozpustilosti. Po skončení gymnázia se rozhodl díky kontaktům s profesory ke studiu teologie, kterou studoval v Salcburku v letech 1811–1815. Na kněze byl vysvěcen 21. srpna 1815 pasovským světícím biskupem Karlem Kajetánem von Gaisruck.

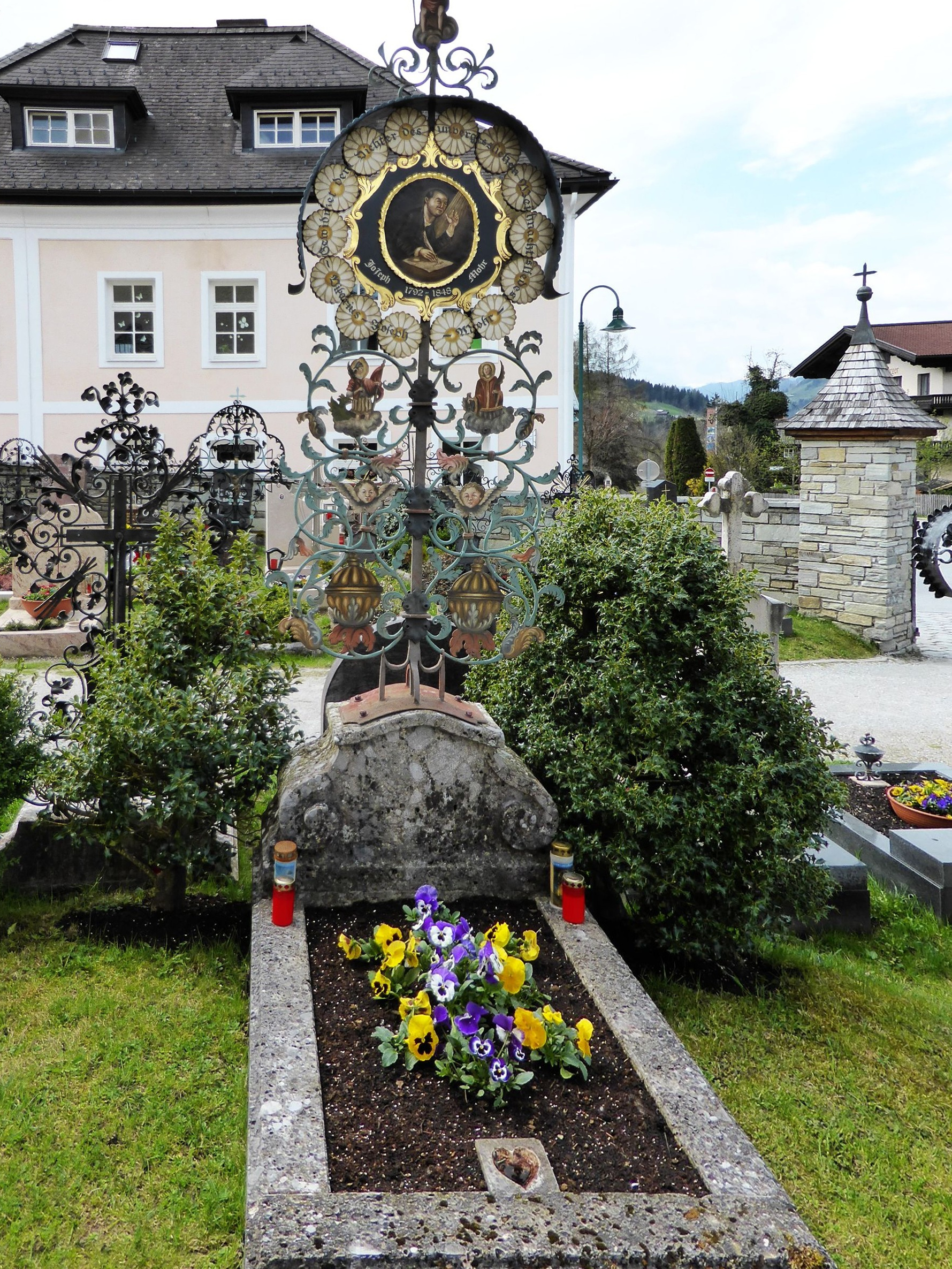
Hrob Josepha Mohra ve Wagrainu

Jako kněz začal působit v zapadlé vesnici Mariapfarr ve funkci výpomocného duchovního. Zde pravděpodobně napsal v roce 1816 i text slavné koledy. Hudbu k této koledě složil Mohrův přítel pomocný varhaník Franz Xaver Gruber během Štědrého dne v roce 1818 pro kostel v Oberndorfu. Pozice výpomocného duchovního, dána jeho nízkým původem, byla nejnižší možná v církevní hierarchii. Navíc Mohr inklinoval k lidu a proslul velikým sociálním cítěním jako kněz-lidumil. V Mariapfarr žil v jednoduchém domku, často se setkával s lidmi v hospodě, chodil na divadelní představení loďařů a přátelil se s chudými. Když nebral příliš ohledy na kněžský společenský status, který předpokládal minimálně úroveň střední třídy, stal se pro ostatní klérus nepohodlným. Z toho důvodu byl často překládán a působil nadále pouze jako výpomocný duchovní. Teprve v roce 1837, ve věku 45 let byl jmenován kaplanem, což pouze nepatrně pozdvihlo jeho společenskou úroveň, ve vesnici Wagrain u St. Johann im Pongau. V Mohrově době bylo toto místo malou osadou a lidé žili roztroušeně po horách a živili se chovem dobytka. I zde však působil jako kněz-lidumil. Ležel mu na srdci osud dětí sluhů a služebných, ale i děti sedláků, které od nejútlejšího mládí pracovaly na statcích a rodiče neměli peníze, aby je mohli poslat na školy. Zvláště při pohledu na dětskou práci bez vyhlídek na lepší život prožíval duševní utrpení. I jemu osobně se to spojovalo s vlastním těžkým dětstvím. Díky sponzorům se mu podařilo vybudovat školu a získat i finanční prostředky, aby děti mohly mít vzdělání. V této škole pak vyučoval před svou smrtí 170 dětí. Ve Wagrain stojí dodnes původní fara, ve které bydlel a zemřel, i škola „Joseph-Mohr-Schule“, kterou založil. Pohřben je zde na místním hřbitově.
Kromě slavné koledy a několika jiných textů, se po něm mnoho nezachovalo. Zemřel v takové bídě, že musely být prodány jeho osobní věci, i kytara, na které kdysi poprvé hrál dnes světoznámou koledu Tichá noc, aby mohly být uhrazeny náklady spojené s jeho pohřbem.